# Рыбное (озеро, Костанайская область)
Рыбное — озеро в Костанайском районе Костанайской области Казахстана. Находится в 5 км к юго-западу от посёлка Шишкинский.
По данным топографической съёмки 1943 года, площадь поверхности озера составляет 1,43 км². Наибольшая длина озера — 1,8 км, наибольшая ширина — 1 км. Длина береговой линии составляет 5 км, развитие береговой линии — 1,17. Озеро расположено на высоте 176,3 м над уровнем моря.